# Belgisch Arbitragehof voor de Sport
Het Belgisch Arbitragehof voor de Sport (BAS) is een Belgisch arbitragehof voor het beslechten van sportgeschillen. Het BAS, het hoogste orgaan in het Belgische sportrecht, doet uitspraak binnen een korte termijn en zijn beslissingen zijn definitief.

## Statuten
De vereniging is opgericht als een vereniging zonder winstoogmerk. Ze is gevestigd te 1020 Brussel, Boechoutlaan 9, binnen het gerechtelijk arrondissement Brussel. De vereniging heeft tot doel als arbitragecollege over de voorgelegde geschillen in sportaangelegenheden uitspraak te doen en als bemiddelingsinstantie in sportaangelegenheden op te treden.

## Reglement
De arbitrale uitspraken in BAS-arbitrages worden niet gedaan door het BAS, maar door arbitragecolleges. Een benoemingscommissie stelt de lijst van arbiters op en waakt over de onafhankelijkheid en deskundigheid van die arbiters.

## Arbitragecollege
Het arbitragecollege bestaat uit drie arbiters. Elke partij kiest een arbiter. De derde arbiter, voorzitter van het college, wordt aangeduid door de twee gekozen arbiters. Indien de twee arbiters binnen de 48 uren geen overeenstemming bereiken wordt de derde arbiter aangesteld door de Voorzitter van de Arbiters van het BAS. Indien er meerdere partijen zijn als eiser en/of als verweerder, moeten de eisers gezamenlijk en de verweerders gezamenlijk een arbiter kiezen. De zittingen zijn niet openbaar. Het arbitragecollege moet uitspraak doen binnen een termijn van twee maanden.

## Arbitrale uitspraak
De arbitrale uitspraak is definitief en wordt in laatste aanleg gedaan. De partijen verbinden zich ertoe de uitspraak onverwijld ten uitvoering te brengen.

## Beperking van de aansprakelijkheid
De arbiters zijn niet aansprakelijk voor enige handeling of nalatigheid met betrekking tot hun rechtsprekende functie, behalve in geval van bedrog.